# المجلس الوطني لشؤون الأسرة
المجلس الوطني لشؤون الأسرة في الأردن تأسس بموجب القانون رقم 37 لسنة 2001، ويعمل كمظلة داعمة لتنسيق وتيسير عمل الشركاء من المؤسسات الوطنية الحكومية وغير الحكومية والقطاع الخاص العاملة في مجال الاسرة. ويسعى المجلس إلى تعزيز مكانة الأسرة الأردنية، وتعظيم دورها في المجتمع لتمكينها من المساهمة في المحافظة على الموروث القيمي والحضاري مما يواكب التغيرات الاجتماعية والثقافية في المملكة الأردنية. رئيسة المجلس هي الملكة رانيا العبد الله عقيلة الملك عبد الله الثاني بن الحسين. والأمين العام للمجلس هو فاضل محمد الحمود.

## وصلات خارجية
- موقع المجلس الوطني لشؤون الأسرة